# 雷神索爾3：諸神黃昏
《雷神索爾3：諸神黃昏》（英語：Thor: Ragnarok）是一部於2017年上映的美国超级英雄电影，改編自漫威漫畫旗下的超級英雄角色雷神索爾的故事，本片由漫威影業製作，並由華特迪士尼工作室電影發行。本片為2013年電影《雷神索爾2：黑暗世界》的續集，亦是漫威电影宇宙系列中的第十七部作品。本片由塔伊加·維迪提執導，艾瑞克·皮爾遜編劇，並由克里斯·漢斯沃、湯姆·希德斯顿、凱特·布蘭琪、伊卓瑞斯·艾巴、傑夫·高布倫、泰莎·湯普森、卡爾·厄本、馬克·盧法洛以及安東尼·霍普金斯主演。
第三部《雷神索爾》電影於2014年1月被證實，同年10月公布片名以及克里斯·漢斯沃與湯姆·希德斯顿的參與。在第二部電影的導演亞倫·泰勒確認選擇將不回歸後，塔伊加·維迪提於2015年10月簽署執導，馬克·盧法洛則以他在其他漫威電影宇宙系列電影中飾演的角色浩克加盟本片。其餘的演員在隔年5月受到證實。艾瑞克·皮爾遜在宣布自己將參與電影的同時透露拍攝將於7月開始。主要攝影在7月至10月間進行。
電影於2017年11月3日以IMAX格式在美國發布，口碑與票房皆獲得良好的迴響，影評界特別稱讚演員的表現、塔伊加·維迪提的導演、動作片段、視覺效果、樂譜和幽默，在知名影評網站爛蕃茄的評分亦為《雷神索爾》系列電影最高分紀錄，許多評論家認為它是《雷神》系列中最好的一部。票房收入高達8.54億美元，成為該系列票房收入最高的電影。

## 劇情
索爾自從蘇科維亞戰役後一直於宇宙各地尋找無限寶石，但這兩年來一無所獲，如今還被困在穆斯貝爾海姆變成當地統治者蘇爾特的囚徒。蘇爾特提到奧丁現已不在阿斯嘉王國，使祂決定把握機會實現阿斯嘉的毀滅預言「諸神黃昏」，其頭冠一旦與阿斯嘉寶庫收藏的永恆火焰結合便有能力實現。索爾得到想要的資訊後立刻打敗蘇爾特並取走其頭冠，認為他已阻止諸神黃昏而返回阿斯嘉。
如同蘇爾特供述，索爾識破在阿斯嘉悠閒自在的奧丁實為繼弟洛基假扮，兩兄弟通過彩虹橋來到地球紐約尋找父親。守護紐約的魔法師史蒂芬·史傳奇協助他們到達奧丁所在的挪威海峽邊際，但奧丁解釋他已臨終將近，將無法繼續囚禁他的邪惡長女海拉。而海拉作為索爾素未謀面的姐姐，曾擔任阿斯嘉軍隊領袖，並與父親奧丁攜手共戰，他們父女倆經過長年累月的殺生來統治九界。但由於海拉無止境的野心和邪念，迫使奧丁將她以封印形式囚禁並抹去其歷史。奧丁將遺願交代清楚後與世長辭，海拉脫離監禁而降臨到他們面前，單手握碎索爾的雷神之鎚。兩兄弟透過彩虹橋撤退，但尾隨在後的海拉將他們倆驅趕出去，隨後回到阿斯嘉吸取力量並獨身殺光所有阻擋她的衛兵，包含戰士三人組；利用永恆火焰復活她死去的衛士以及坐騎芬里斯狼，將唯一對她跪下的戰士史克奇任命她的劊子手。
索爾墜落到一座蟲洞圍繞的垃圾星球薩卡星，被一名代號「打手142號」的女子瓦爾基麗抓獲並賣給該星球的統治者宗師成為角鬥士，而洛基早在索爾之前就抵達這裡，並和宗師打好關係。索爾同時注意到瓦爾基麗是一名前阿斯嘉傳奇女武神，但她於很久以前和海拉的戰鬥中被打敗，目睹戰友全軍覆沒後便來到這裡借酒澆愁並賣奴為生。索爾被迫加入宗師的角鬥場冠軍戰以換取自由，但面對的對手竟是昔日的戰友浩克。索爾無法說通浩克後與他一戰，過程中浮現出奧丁的幻覺，從而釋放出體內的雷電之力，即將贏得比賽之際卻因宗師作弊而打輸。在阿斯嘉，流亡在外的海姆達爾及時偷走發動彩虹橋的神劍，暫時阻止海拉靠彩虹橋擴張領域，同時一點一點將阿斯嘉城民疏散至秘密要塞中躲避。受困薩卡星的索爾呼喚上海姆達爾，其指引索爾要靠薩卡星最大的蟲洞來快速返回阿斯嘉。
因為浩克和瓦爾基麗均心灰意冷，索爾決定靠自己返鄉，剛要啟動浩克到達薩卡星的昆式戰機時，浩克衝進來想讓他留下，但索爾播放戰機裏保留的娜塔莎·羅曼諾夫的錄像，才喚回浩克的回憶並恢復成布魯斯·班納，這也是他自從蘇科維亞戰役後兩年以來首次恢復人形。瓦爾基麗和洛基受宗師的命令抓回索爾和班納時，兩人在互相看不順眼之下發生打鬥，但洛基在瓦爾基麗的腦中重現她打敗仗當天的痛苦回憶，這也讓她醒悟並答應協助索爾，洛基也提議偷走宗師的船來穿越蟲洞。索爾釋出一群以寇格為首的角鬥士們在薩卡星引發起義，趁機偷走宗師的一艘艦船逃離，並扔下企圖再次背叛他的洛基，但洛基隨後被寇格一夥找到。索爾、班納和瓦爾基麗成功穿越蟲洞返鄉，而海姆達爾與所有城民在彩虹橋上被海拉的軍隊兩面夾擊，班納再次變成浩克並打敗芬里斯，瓦爾基麗換回女武神戰甲對抗敵人。
索爾一人於王宮對抗海拉時，洛基帶領寇格一夥搭乘一艘大型艦船，回到阿斯嘉並肩作戰及疏散城民。在敵人勢不可擋之下，決心贖罪的史克奇手持兩把突擊步槍掩護艦船離開，最終壯烈犧牲。索爾對戰時被海拉刺瞎右眼，在輸之際再度浮現奧丁的幻象，領略到唯有引發諸神黃昏才能擊敗海拉。受父親最後的指導，索爾引導出體內的雷电之力抵抗海拉，讓洛基趁機到寶庫靠永恆火焰復活蘇爾特，使其變成巨人開始大肆破壞阿斯嘉。海拉試圖全力阻止蘇爾特，勢單力薄下遭一劍劈死。隨著蘇爾特一劍刺入地殼核心，集體搭船撤離的索爾一行人目睹阿斯嘉毀於一旦。
索爾最後決定將奧丁於地球安息的挪威海峽作為新居地，如今當之無愧成為新國王，帶領他們航向地球。但航行途中，他們面前遇到一艘還要大數十倍的神秘船體。在薩卡星，宗師最終在人民起義勝利之下被推翻，如今一無所有的他只能對周圍的人們希望這次能以平手收場。

## 演員

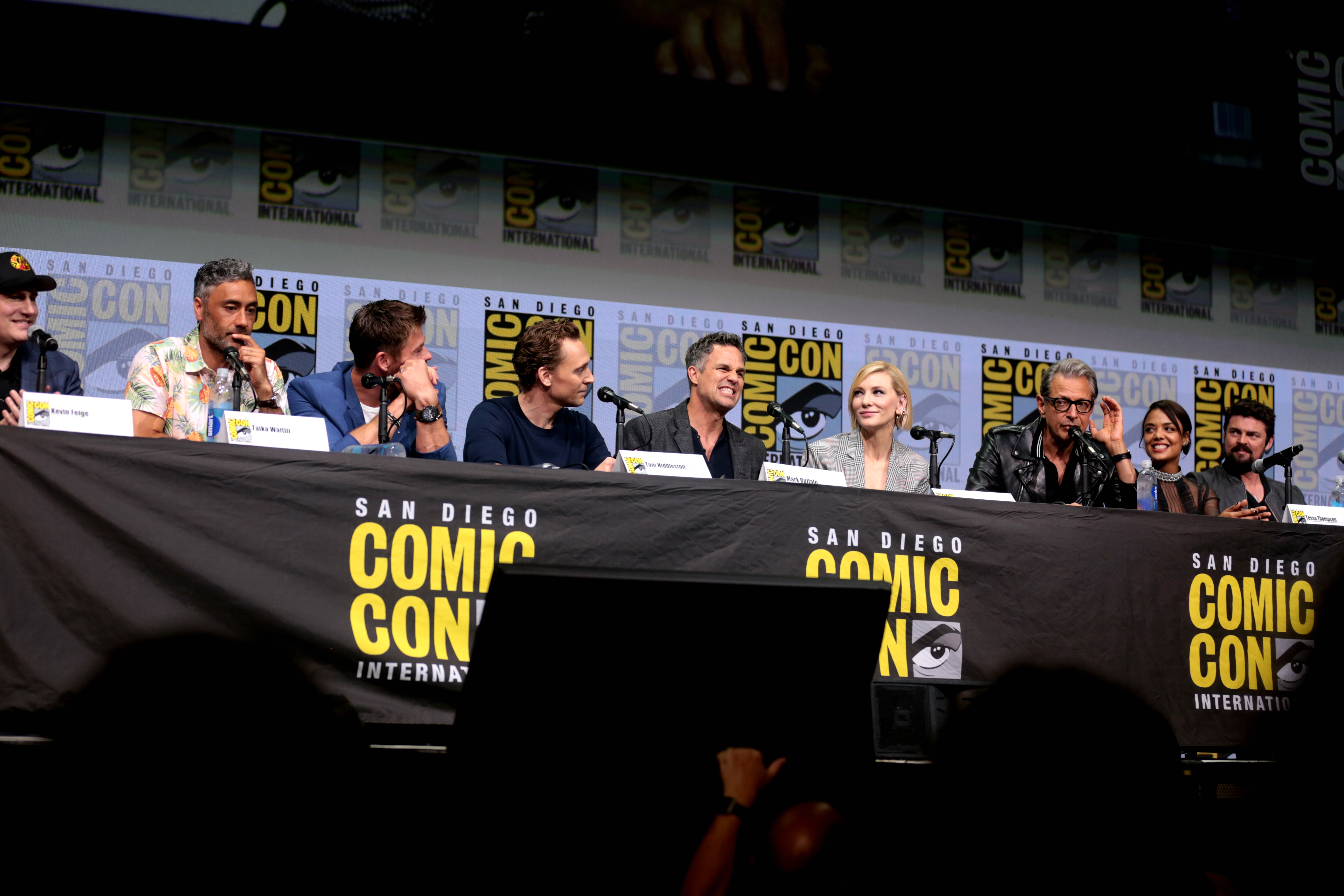
凱文·費吉、塔伊加·維迪提與一眾《雷神索爾3：諸神黃昏》演員於2017年聖地牙哥國際漫畫展。

| 演員                                   | 角色                                                       | 簡介 |
| 克里斯·漢斯沃 Chris Hemsworth          | 索爾 Thor                                                  | 阿斯嘉的儲君，復仇者聯盟的成員，原型為北歐神話中的同名神祇，這次除了試圖阻止諸神黃昏發生以外，還因為父親奧丁的失蹤而來到地球。                                                                                                   |
| 湯姆·希德斯頓 Tom Hiddleston           | 洛基 Loki                                                  | 索爾的繼弟，奧丁的養子，原型為北歐神話中的同名神祇，於幾年前假死後變身成奧丁統治着宇宙九界，但陰謀如今被索爾識破，因此被迫和他回到地球尋找父親。                                                                                 |
| 凱特·布蘭琪 Cate Blanchett             | 海拉 Hela                                                  | 索爾的姊姊，又稱「死亡女神」，原型為北歐神話中的赫爾，能夠依靠自己的意志召喚出利劍攻擊。但因極度嗜血、殘暴、貪婪而被奧丁封印，強大的力量來自於阿斯嘉，光靠她一人都能橫掃千軍，與索爾對峙時輕易握碎雷神之鎚。                     |
| 伊卓瑞斯·艾巴 Idris Elba               | 海姆達爾 Heimdall                                          | 阿斯嘉的守護者，負責彩虹橋的開啟與關閉，為人忠誠、正義且富責任感，因為犯下了叛國罪而在未審訊時逃亡。 |
| 傑夫·高布倫 Jeff Goldblum              | 宗師 Grandmaster                                           | 薩卡星的統治者，宇宙中最古老的生命之一，擁有上萬歲數，可以任意穿越空间、时间和不同次元，角鬥場的主辦人。 |
| 泰莎·湯普森 Tessa Thompson             | 瓦爾基麗 Valkyrie                                          | 前阿斯嘉女武神，原型為北歐神話中的布倫希爾德，與海拉戰鬥敗北後淪為借酒澆愁的賞金獵人，將索爾帶到角鬥場，代號「打手142號」。 |
| 卡爾·厄本 Karl Urban                   | 史克奇 Skurge                                              | 阿斯嘉戰士，在海姆達爾失蹤後被指派掌管彩虹橋，手持兩把從地球上的美國德克薩斯州帶回來的突擊步槍，後來因膽怯而一度跟隨於海拉。 |
| 馬克·盧法洛 Mark Ruffalo               | 「浩克」布魯斯·班納 Hulk / Bruce Banner                    | 一位著名物理學家，某次實驗中被伽瑪射線中，使他會於激動或憤怒時變形為浩克。兩年前的蘇科維亞戰役後離開復仇者聯盟，後來因搭乘的昆式戰機穿越蟲洞墜落在薩卡星，被帶到宗師的角鬥場參戰且維持浩克的狀態兩年，並有進行了簡單交流的智能。 |
| 安東尼·霍普金斯 Anthony Hopkins        | 奧丁 Odin                                                  | 阿斯嘉之王，索爾、海拉的父親及洛基的養父，原型為北歐神話中的同名神祇，在洛基篡位後被帶到地球的養護之家，但之後仍選擇繼續自我放逐。                                                                                               |
| 淺野忠信 Tadanobu Asano                | 后剛 Hogun                                                 | 戰士三人組，索爾的戰友，武器為刺球棍及各式暗器。 |
| 雷·史蒂文森 Ray Stevenson              | 沃斯塔格 Volstagg                                          | 戰士三人組之一，武器為四刃斧。 |
| 柴克·萊威 Zachary Levi                 | 范達爾 Fandral                                             | 戰士三人組之一，武器為長劍。 |
| 班奈狄克·康柏拜區 Benedict Cumberbatch | 「奇異博士」史蒂芬·史傳奇 Doctor Strange / Stephen Strange | 客串，守護地球的至尊魔法師，協助索爾與洛基找到奧丁。康柏拜區此前在2016年電影《奇異博士》中飾演此角色。 |
| 史嘉蕾·喬韓森 Scarlett Johansson       | 「黑寡婦」娜塔莎·羅曼諾夫 Black Widow / Natasha Romanoff   | 客串，神盾局前成員，索爾在薩卡星找到昆式戰機並播放娜塔莎的影像。 |
| 塔伊加·維迪提 Taika Waititi            | 寇格 Korg                                                  | 來自克羅南星的戰士，薩卡星角鬥場的戰士之一，全身石頭構造，和索爾相識後成為夥伴，也是薩卡星起義的發動者。 |
| 克蘭西·布朗 Clancy Brown               | 蘇爾特 Surtur                                              | 巨大的火焰巨人，為實現諸神黃昏預言的重要人物。 |
| 瑞秋·豪斯 Rachel House                 | 杜珀絲 Topaz                                               | 宗師的保鏢，和瓦爾基麗是死對頭。 |
| 路克·漢斯沃 Luke Hemsworth             | 虛構的索爾 Thor Fiction                                    | 客串，在阿斯嘉劇院中飾演索爾。 |
| 麥特·戴蒙 Matt Damon                   | 虛構的洛基 Loki Fiction                                    | 客串，在阿斯嘉劇院中飾演洛基。 |
| 山姆·尼爾 Sam Neill                    | 虛構的奧丁 Odin Fiction                                    | 客串，在阿斯嘉劇院中飾演奧丁。 |
| 史丹·李 Stan Lee                       | 薩卡星理髮師 Sakaaran Barber                               | 客串，用右手的機械臂將索爾的長髮理成短髮。 |

## 製作

### 角色
克里斯·漢斯沃表示自己有興趣讓索爾和浩克進行互動，由於兩人先前沒有太多的互動經驗，「這會帶出角色的不同」，他補充說，而且希望這部電影是一個「（《虎豹小霸王》）之類的故事」。
由於環球影業至今仍持有浩克的全球電影發行權，而他們與漫威影業的談判一直未有進展，連飾演浩克一角的馬克·魯法洛亦公開表示不太可能再有關於浩克的獨立電影出現。漫威影業與馬克·魯法洛商討後決定以本片及往後兩部《復仇者聯盟系列電影》作為浩克的三部曲電影。

### 拍攝

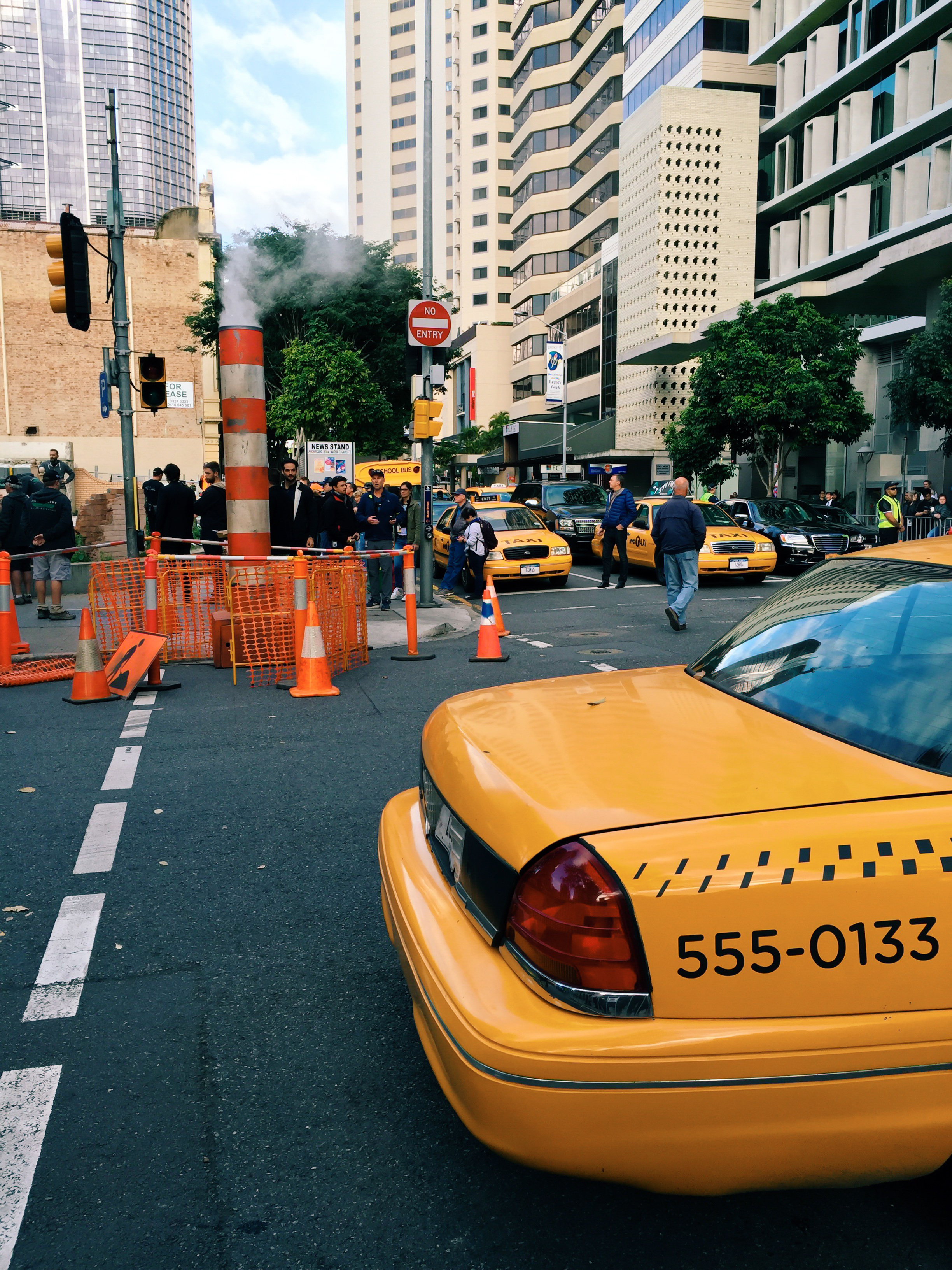
2016年8月，劇組在布里斯本中央商業區拍攝電影

主要攝影始於2016年7月4日，地點位在澳大利亞昆士蘭省黃金海岸奧克森福德的威秀電影工作室，暫定名稱為「Creature Report」。加維爾·阿吉雷撒羅貝擔任電影的攝影師，而丹·漢娜則是該片的美術指導。拍攝作業於2016年10月28日殺青。

## 音樂
2016年8月，馬克·馬瑟斯鮑夫被選為為電影製作配樂。正式預告片配樂為齊柏林飛船的〈移民之歌〉。

## 發行
電影定於2017年10月27日在英國上映，2017年11月3日在北美和中國大陸同步發行IMAX版本。最初決定的上映日為2017年7月28日。

### 評價
根据評論匯總网站爛番茄汇总的439篇评论文章，93%的评论家给予该作正面评价，使之獲得「認證新鮮」標識，平均打分为7.6分（满分10分）。该网站总结的评论家共识是“激動人心，有趣，最重要的是有趣，《雷神奇俠3：諸神黃昏》是一個豐富多彩的宇宙冒險，為其特許經營權以及漫威電影宇宙的其餘部分設定了新標準。”在Metacritic上，51位影評人共給予了74分的分數（滿分100分），這部電影獲得了「普遍好評」。據CinemaScore調查，觀眾的評價在A+至F間落於「A」。

### 票房
在美國和加拿大，分析師早期預估《雷神索爾3：諸神黃昏》能在首週末獲得1.11億美元的票房，且其國內票房總額有望達至2.5億美元。2017年9月，據Fandango的一項調查顯示，《雷神索爾3：諸神黃昏》是最受期待的秋季電影。《雷神索爾3：諸神黃昏》於首週末的票房總額為1.21億美元，位居當週票房冠軍。其中IMAX貢獻了1,220萬美元，這是2017年第二高的IMAX首週成績和11月份的第三高首週票房成績，同時也是《雷神索爾》系列中最高的成績。
台灣方面，首日票房為新台幣3,500萬元；首週六天票房為新台幣1.55億元；次週票房累計至新台幣2.43億元；第三週票房累計至新台幣2.85億元；第四週票房累計至新台幣3.02億元；最終全台票房為新台幣3.15億元。
香港方面，首日票房362萬港元。
| 上一届： 《奪魂鋸：遊戲重啟》 | 2017年美國週末票房冠軍 第44-45週     | 下一届： 《正义联盟》 |
| 上一届： 《氣象戰》           | 2017年台北週末票房冠軍 第43-45週     | 下一届： 《正义联盟》 |
| 上一届： 《人造天劫》         | 2017年香港週末票房冠軍 第44-46週     | 下一届： 《正義聯盟》 |
| 上一届： 《全球风暴》         | 2017年中国内地一周票房冠军 第45-46週 | 下一届： 《正义联盟》 |

## 榮譽
| 年份 | 獎項                   | 類別             | 獲獎或被提名人          | 結果 | 參     |
| ---- | ---------------------- | ---------------- | ----------------------- | ---- | ------ |
| 2017 | 華盛頓特區影評人協會獎 | 最佳動作捕捉表演 | 塔伊加·維迪提           | 提名 | [ 45 ] |
| 2018 | 評論家選擇電影獎       | 最佳動作電影     | 《雷神索爾3：諸神黃昏》 | 提名 | [ 46 ] |
| 2018 | 評論家選擇電影獎       | 喜劇類最佳男主角 | 克里斯·漢斯沃           | 提名 | [ 46 ] |
| 2018 | 評論家選擇電影獎       | 最佳視覺效果     | 《雷神索爾3：諸神黃昏》 | 提名 | [ 46 ] |
| 2018 | 有色人種促進協會形象獎 | 傑出電影女配角   | 泰莎·湯普森             | 提名 | [ 47 ] |
| 2018 | 有色人種促進協會形象獎 | 傑出電影男配角   | 伊卓瑞斯·艾巴           | 獲獎 | [ 47 ] |

## 備註
1. 香港曾譯「雷神奇俠3：神域末日」。
2. ↑  依照漫威電影宇宙上映次序。
3. ↑  依照漫威電影宇宙中故事發生的時間次序，參見漫威电影宇宙#時間線。
4. ↑  參見2015年電影《復仇者聯盟2：奧創紀元》。
5. ↑  後續劇情參見2018年電影《復仇者聯盟3：無限之戰》。

## 外部連結
- 互联网电影数据库（IMDb）上《雷神索爾3：諸神黃昏》的资料（英文）
- Box Office Mojo上《雷神索爾3：諸神黃昏》的資料（英文）
- 爛番茄上《雷神索爾3：諸神黃昏》的資料（英文）
- Metacritic上《雷神索爾3：諸神黃昏》的資料（英文）
- AllMovie上《雷神索爾3：諸神黃昏》的资料（英文）
- 開眼電影網上《雷神索爾3：諸神黃昏》的資料（繁體中文）
- 时光网上《雷神索爾3：諸神黃昏》的資料（简体中文）
- 豆瓣电影上《雷神索爾3：諸神黃昏》的資料 （简体中文）